# Chúc bình an
Chúc bình an là một cử chỉ truyền thống của Kitô giáo dành cho những người đồng đạo khi họ gặp gỡ nhau. Cử chỉ này vẫn còn được một số giáo hội Kitô giáo sử dụng trong hoạt động thờ phượng của họ như: Giáo hội Công giáo Rôma, Công giáo Đông phương, Chính Thống giáo Đông phương và một số giáo hội Kháng Cách (Tin Lành). Mặc dù nguồn gốc của cử chỉ này là một nụ hôn lên má người đối diện, nhưng ngày nay cử chỉ chúc bình an được biến đổi để thích nghi với tập quán mỗi địa phương, nó có thể là cái bắt tay, cái ôm hoặc cúi đầu...